# Rinky Hijikata
Rinky Hijikata (* 23. Februar 2001 in Sydney, New South Wales) ist ein australischer Tennisspieler.

## Karriere
Hijikata spielte bis 2019 auf der ITF Junior Tour und erreichte dort mit Rang 9 seine beste Platzierung. Bestes Abschneiden bei einem Grand-Slam-Turnier war dabei das Viertelfinale bei den Australian Open 2018 im Einzel sowie das Halbfinale in Wimbledon im selben Jahr. Bei den Olympischen Jugend-Spielen gewann er 2018 die Silbermedaille im Doppel.
2019 begann er seine Profikarriere. Er spielt hauptsächlich auf der drittklassigen ITF Future Tour, wo er in seinem ersten Jahr auch seinen ersten Titel im Einzel gewinnen konnte. 2020 spielte er pandemiebedingt nur wenige Turniere und stieg erst 2021 wieder in den Betrieb ein. 2020 und 2021 konnte er je eine Runde in der Qualifikation zu den Australian Open gewinnen und mit Henri Laaksonen die Nummer 102 der Weltrangliste besiegen. 2021 war er bei Futures sehr erfolgreich und konnte im Einzel vier Titel und im Doppel einen Titel gewinnen, wodurch er Ende des Jahres auf Platz 369 im Einzel stand.
Anfang 2022 gab er sein Debüt auf der ATP Tour. In Melbourne erreichte er über zwei Siege in der Qualifikation das Hauptfeld. Bei seiner Premiere auf der Tour verlor er gegen Maxime Cressy. Im Doppel spielte er dank einer Wildcard ebenfalls das erste Mal und verlor ebenfalls zum Auftakt. Zwei Wochen später konnte er jedoch bei seinem ersten Match im Doppelfeld der Australian Open auch seinen ersten Sieg verzeichnen. Mit seinem Landsmann Tristan Schoolkate besiegten sie zum Auftakt Matt Reid und Jordan Thompson. Mit einem weiteren Future-Sieg im Einzel konnte er Anfang März im Einzel – sowie im Doppel – seinen Karrierebestwert in den Top 350 erreichen.

## Erfolge
| Legende (Anzahl der Siege)  |
| Grand Slam (1)              |
| ATP World Tour Finals       |
| ATP World Tour Masters 1000 |
| ATP World Tour 500 (1)      |
| ATP World Tour 250          |
| ATP Challenger Tour (4)     |

| ATP-Titel nach Belag |
| Hartplatz (2)        |
| Sand (0)             |
| Rasen (0)            |

### Einzel

#### Turniersiege
| Nr. | Datum            | Turnier           | Belag     | Finalgegner     | Ergebnis  |
| --- | ---------------- | ----------------- | --------- | --------------- | --------- |
| 1.  | 30. Oktober 2022 | Playford City (1) | Hartplatz | Riō Noguchi     | 6:1, 6:1  |
| 2.  | 5. Februar 2023  | Burnie            | Hartplatz | James Duckworth | 6:3, 6:3  |
| 3.  | 27. Oktober 2024 | Playford City (2) | Hartplatz | Yūta Shimizu    | 6:4, 7:64 |

### Doppel

#### Turniersiege

##### ATP World Tour
| Nr. | Datum            | Turnier         | Belag     | Partner      | Finalgegner                | Ergebnis  |
| --- | ---------------- | --------------- | --------- | ------------ | -------------------------- | --------- |
| 1.  | 28. Januar 2023  | Australian Open | Hartplatz | Jason Kubler | Hugo Nys Jan Zieliński     | 6:4, 7:64 |
| 2.  | 22. Oktober 2023 | Tokio           | Hartplatz | Max Purcell  | Jamie Murray Michael Venus | 6:4, 6:1  |

##### ATP Challenger Tour
| Nr. | Datum              | Turnier | Belag     | Partner       | Finalgegner                          | Ergebnis         |
| --- | ------------------ | ------- | --------- | ------------- | ------------------------------------ | ---------------- |
| 1.  | 16. September 2023 | Cary    | Hartplatz | Andrew Harris | William Blumberg Luis David Martínez | 6:4, 3:6, [10:6] |

#### Finalteilnahmen
| Nr. | Datum            | Turnier      | Belag         | Partner          | Finalgegner                       | Ergebnis         |
| --- | ---------------- | ------------ | ------------- | ---------------- | --------------------------------- | ---------------- |
| 1.  | 19. Februar 2023 | Delray Beach | Hartplatz     | Reese Stalder    | Marcelo Arévalo Jean-Julien Rojer | 3:6, 4:6         |
| 2.  | 11. Februar 2024 | Dallas       | Hartplatz (i) | William Blumberg | Max Purcell Jordan Thompson       | 4:6, 6:2, [8:10] |
| 3.  | 12. Juli 2025    | Wimbledon    | Rasen         | David Pel        | Julian Cash Lloyd Glasspool       | 2:6, 6:73        |

## Abschneiden bei Grand-Slam-Turnieren

### Herreneinzel
| Turnier         | 2019 | 2020 | 2021 | 2022 | 2023 | 2024 | 2025 | Karriere |
| --------------- | ---- | ---- | ---- | ---- | ---- | ---- | ---- | -------- |
| Australian Open | Q1   | Q2   | Q2   | Q2   | 2    | 1    | 1    | 2        |
| French Open     | —    | —    | —    | —    | Q1   | 1    | 1    | 1        |
| Wimbledon       | —    |      | —    | Q3   | Q2   | 1    | 2    | 2        |
| US Open         | —    | —    | —    | 1    | AF   | 2    |      | AF       |

### Herrendoppel
| Turnier         | 2022 | 2023 | 2024 | 2025 | Karriere |
| --------------- | ---- | ---- | ---- | ---- | -------- |
| Australian Open | 2    | S    | 2    | 1    | S        |
| French Open     | —    | 1    | 2    | 1    | 2        |
| Wimbledon       | —    | 2    | 2    | F    | F        |
| US Open         | —    | —    | 2    |      | 2        |

### Junioreneinzel
| Turnier         | 2017 | 2018 | 2019 | Karriere |
| --------------- | ---- | ---- | ---- | -------- |
| Australian Open | 2    | VF   | 2    | VF       |
| French Open     | —    | 2    | 1    | 2        |
| Wimbledon       | —    | 1    | 1    | 1        |
| US Open         | —    | 1    | AF   | AF       |

### Juniorendoppel
| Turnier         | 2017 | 2018 | 2019 | Karriere |
| --------------- | ---- | ---- | ---- | -------- |
| Australian Open | 1    | 1    | AF   | AF       |
| French Open     | —    | —    | 1    | 1        |
| Wimbledon       | —    | HF   | —    | HF       |
| US Open         | —    | AF   | AF   | AF       |

Zeichenerklärung: S = Turniersieg; F, HF, VF, AF = Einzug ins Finale / Halbfinale / Viertelfinale / Achtelfinale; 1, 2, 3 = Ausscheiden in der 1. / 2. / 3. Hauptrunde; nicht ausgetragen